# Örjan Widén
Karl Örjan Widén (6 agosto 1930 – 24 marzo 2025) è stato un cestista svedese.
Era il fratello di Bo e Staffan Widén.

## Carriera
Con la Svezia ha disputato tre edizioni dei Campionati europei (1953, 1955, 1961).